# Prentice (Wisconsin)
Prentice es una villa ubicada en el condado de Price, Wisconsin, Estados Unidos. Tiene una población estimada, a mediados de 2021, de 565 habitantes.
Está situada en el municipio homónimo. 

## Geografía
La localidad está ubicada en las coordenadas 45°32′28″N 90°17′34″O / 45.54111, -90.29278 (45.541224, -90.292805). Según la Oficina del Censo de los Estados Unidos, tiene una superficie total de 5.29 km², de la cual 5.23 km² corresponden a tierra firme y 0.06 km² son agua.

## Demografía
Según el censo de 2020, en ese momento había 563 personas residiendo en Prentice. La densidad de población era de 107.65 hab./km². El 93.43% de los habitantes eran blancos, el 0.53% eran amerindios, el 0.53% eran asiáticos, el 1.24% eran de otras razas y el 4.26% eran de una mezcla de razas. Del total de la población, el 2.13% eran hispanos o latinos de cualquier raza.